# Didim Slepi
Didim Slepi, znan tudi kot Didim Aleksandrijski (lat. Didymus Caecus), *313, †398, cerkveni oče, svetopisemski ekseget, laik, ki je več kot pol stoletja vodil katehetsko šolo v Aleksandriji. 

## Življenje
Didim je oslepel pri štirih letih (o tem poroča Paladij), še preden se je naučil pisati. Kljub temu ga tu ni oviralo, da ne bi osvojil znanja o vsem, kar je bilo tedaj znano. Bil je prava človeška enciklopedija. Živel v času škofa Atanazija, ki ga je kasneje postavil za voditelja katehetske šole v Aleksandriji. Bil je eden zadnjih učiteljev te šole, saj se je kmalu po njegovi smrti zaprla. Živel je zgledno meniško življenje, predano askezi. Močno se zavzema se za krst za katerega trdi, da je nujno potreben za odrešenje. Če se ne krstiš, ti zgledno življenje in dobrota ne pomagata na poti do njega. Bil je marljiv učenjak, blizu Origenovi dediščini, kar se kaže na njegovi eksegezi in doktrini. Njegovo občinstvo naj bi bili pretežno menihi. Svoj pečat je pustil tudi na svojih učencih Gregorju Naziaškem, Hieronimu in Rufinu.

## Delo
Napisal naj bi okoli 4000 knjig in si s tem tudi prislužil naziv »Chalkenteros« ali »bronasti drob«. Njegova dediščina, čeprav slabo ohranjena, vsebinsko vsekakor ni skromna. Njegov prispevek k ohranitvi helenistične kulture izpred dveh stoletij in pol je neprecenljiv. Pomembni so predvsem njegovi komentarji k razlagi Homerja in atiške komedije, ki so bili v takratnem kulturno-družbenem okolju potrebni sistematske obrazložitve. Pisal je tudi o tragiških pesnikih Sofoklu in Evripidu in o govorniku Demostenu. Zaradi občudovanja Origenovih spisov, ki so bila leta 553 obsojeni, so tudi njegove monografije (o klasifikaciji grškega lirskega pesništva, o pregovorih,…) skupaj z mnogimi rokopisi, etimologijami in besednjaki delile podobno usodo uničevanja. Ohranilo se je le nekaj svetopisemskih komentarjev Psalmov, Oktatevha in Knjig kraljev, Pregovorov, Joba, komentar k Janezovemu evangeliju, k pismoma Rimljanom in Korinčanom, razprava O Svetem Duhu (De Spiritu Sancto), O Sveti Trojici, dve knjigi proti arijanstvu (Contra Arianos), idr.

## Teologija
Didimova teologija je predvsem trinitarična. Zagovarja stališče, da Sveti Duh ni ločen ali podrejen Očetu in Sinu, temveč je z njima istoroden (konsubstancialen, istega bistva). Ker si delijo isto substanco, imajo tudi skupno naravo in si torej niso različni ne po delovanju ne po božanskosti. Vendar pa ta absolutna enost narave, volje in delovanja presega človeško razumevanje. Trdi, da »kdorkoli komunicira s Svetim Duhom, takoj komunicira tudi z Očetom in Sinom. Kdorkoli prejme milost Svetega Duha, prejme milost Očeta in Sina« (De Spiritu Sancto 17). S tem izpodbija arijanski nauk, da Jezus ni imel človeške duše. Tu se opazi vpliv Origena, ki pravi, da se je Beseda združila s telesom preko duše. »Didim brez zadržkov izjavi, da nobeno človeško telo brez duše ne more ne spati ne jesti, prav tako pa tudi božanska Beseda tega ne more. Ker pa vemo, da je Jezus delal oboje, je zato nujno potreboval dušo.« (glej literatura: J. Quasten, 94.) V Jezusu razlikuje dve naravi: človeško in božjo. Vendar skupaj ne tvorita neke tretje, neznane narave, ampak enost obeh: Jezus, ki je prišel iz Očeta ni drugačen od tistega, ki je postal meso in je bil križan.